# 谭志清 (1907年)
谭志清（1907年—1980年），男，江苏句容人，中华人民共和国政治人物。第一届全国人大代表，第五届全国政协委员。

## 生平
1931年毕业于天津工商学院财政经济系。曾任天津工商学院讲师、教授，天津市辅中物产贸易公司经理、总经理。1949年参加中国民主建国会，曾任中国民主建国会天津市委员会秘书长、副主任委员，中国民主建国会第一、二届中央委员会委员，中华全国工商业联合会第一、二届执行委员，中国民主建国会中央委员会秘书处处长、副秘书长，中国民主建国会第三届中央委员会委员。